# Elecciones estatales del Sarre de 1955
La elección estatal del Sarre del 18 de diciembre de 1955 fue la tercera elección en el Protectorado del Sarre y la última elección en el mismo antes de la adhesión del Sarre a Alemania.

## Antecedentes
Después de la elección estatal en 1952 el Partido Popular Cristiano del Sarre (CVP) y el Partido Socialdemócrata del Sarre (SPS) habían formado un gobierno de coalición. A partir de 1954, el CVP gobernó en solitario, gracias a su mayoría absoluta.
Posteriormente, tras la derrota del Estatuto del Sarre en el referéndum realizado el 23 de octubre de 1955, el primer ministro Johannes Hoffmann (CVP) renunció. Fue sucedido por el independiente Heinrich Welsch, quien encabezó un «Fachkabinett» (gobierno compuesto por técnicos). El Parlamento Regional del Sarre votó su propia disolución y las elecciones parlamentarias se adelantaron en consecuencia a diciembre de 1955.
Por primera vez se les permitió la participación a las ramas estatales en Sarre de los partidos de la República Federal Alemana, como a la CDU y al SPD (este último concurrió a los comicios bajo el nombre Deutsche Sozialdemokratische Partei, DSP). Por el contrario, los partidos exclusivos del Sarre, como el CVP y el SPS sufrieron un duro revés, debido a que sus electores prefirieron apoyar a los partidos alemanes. Como novedad, también se le permitió la participación al Partido Democrático de Sarre (Demokratische Partei Saar, DPS) el cual había sido nuevamente legalizado tras haber sido prohibido en 1951, debido a su controversial y, según las autoridades sarrenses, anticonstitucional apoyo a la anexión del Sarre a Alemania. 
La CDU, el DSP y el DPS estaban en aquel entonces aglutinados en la «Deutscher Heimatbund» (Confederación de la Patria Alemana), después de que el canciller alemán Konrad Adenauer recomendara votar a favor del Estatuto del Sarre en el referéndum.

## Resultados
Los resultados fueron:
| Partido | Partido | Votos   | Porcentaje | Escaños  |
| ------- | ------- | ------- | ---------- | -------- |
|         | CDU     | 149.525 | 25,4 %     | 14 (+14) |
|         | DPS     | 142.602 | 24,2 %     | 13 (+13) |
|         | CVP     | 128.658 | 21,8 %     | 12 (–17) |
|         | DSP     | 84.414  | 14,3 %     | 7 (+7)   |
|         | KP      | 38.698  | 6,7 %      | 2 (–2)   |
|         | SPS     | 34.285  | 5,8 %      | 2 (–15)  |
|         | DDU     | 5.121   | 0,9 %      | —        |
|         | CSU     | 3.795   | 0,6 %      | —        |
|         | ÜEVS    | 2.081   | 0,4 %      | —        |

## Post-elección
Se formó una coalición CDU/DSP/DPS con Hubert Ney como primer ministro. Tras la firma del Tratado del Sarre el 27 de octubre de 1956, el Sarre se anexó a Alemania.